# Зал Народа
Зал Народа (нем. Volkshalle), также Зал Славы, Великий Зал — созданный А. Шпеером по указанию А. Гитлера архитектурный проект, предназначенный для планируемой на послевоенное время реконструкции новой столицы Третьего рейха Германии.
Гигантских размеров сооружение должно было служить свидетельством мощи германского государства и его превосходства над другими нациями. Внутреннее помещение Зала должно было стать культовым центром и залом проведения конгрессов, вмещающим от 150 тысяч до 180 тысяч человек.
Здание планировалось возвести на севере Берлина, на одном из изгибов Шпре. Одним из образцов, повлиявших на архитектуру Зала, считается римский Пантеон, который Гитлер приватно посетил в мае 1938 года. Первые же наброски Зала, принадлежащие фюреру, относятся к 1925 году. В 1937 году, когда А. Шпееру была поручена перепланировка Берлина в духе архитектуры эпохи национал-социализма, в проект Зала также были внесены изменения. Зал Народа входил в ансамбль Большой площади наряду с Рейхстагом и Дворцом фюрера.
Стоимость работ по созданию Зала была оценена Гитлером в 1 млрд рейхсмарок. Строительство его планировалось окончить к 1950 году (как и другие постройки в новой столице). Здание должно было сооружаться из гранита и мрамора и, по оценке фюрера, просуществовало бы 10 000 лет.
Фундамент имел в периметре 315×315 метров с глубиной в 74 метра. Высота всего сооружения должна была составлять 320 метров. Купол, объём которого 17-кратно превышал подобный у Собора Святого Петра в Риме, должен был стать (со значительным отрывом) самым большим в мире. Венчать купол должен был германский орёл, держащий в когтях земной шар. К зданию с северо-запада примыкал крупнейший в мире водный бассейн размерами 1200×400 метров.

## В искусстве
Зал Народа можно увидеть в реализованном виде в некоторых художественных произведениях, в которых Третий Рейх выиграл мировую войну:
- Фатерлянд (фильм)
- Человек в высоком замке (телесериал)
- Shuumatsu no Izetta
- Wolfenstein: The New Order